# Кормовское сельское поселение (Крым)
Кормовское се́льское поселе́ние (укр. Кормівське сільське поселення, крымскотат. Тогъайлы кой юрту, Toğaylı köy yurtu) — муниципальное образование в составе Первомайского района Республики Крым России.

## География
Поселение расположено на юго-западе района, в степном Крыму, у границы с Раздольненским (на западе и юге). Граничит на севере с Алексеевским и на востоке с Сусанинским сельскими поселениями.
Площадь поселения 109,63 км².
Основная транспортная магистраль: автодорога 35К-008 Северное — Войково (по украинской классификации — Т-01-02).

## Население
| 2001  | 2014  | 2015  | 2016  | 2017  | 2018  | 2019  |
| ----- | ----- | ----- | ----- | ----- | ----- | ----- |
| 2152  | ↘1606 | ↗1610 | ↘1573 | ↘1554 | ↘1548 | ↘1509 |
| 2020  | 2021  |       |       |       |       |       |
| ↘1486 | ↗1768 |       |       |       |       |       |

## Состав сельского поселения
Поселение включает 3 населённых пункта:
| № | Населённый пункт | Тип населённого пункта | Население на 2014 год |
| - | ---------------- | ---------------------- | --------------------- |
| 1 | Кормовое         | село, центр            | ↘1360                 |
| 2 | Тихоновка        | село                   | ↘201                  |
| 3 | Чапаево          | село                   | ↘45                   |

## История
В начале 1920-х годов был образован Тогайлынский сельсовет в составе Евпаторийского района. Согласно Списку населённых пунктов Крымской АССР по Всесоюзной переписи 17 декабря 1926 года, в состав совета входило 6 населённых пунктов с населением 672 человека
Постановлением ВЦИК РСФСР от 30 октября 1930 года был создан Фрайдорфский еврейский национальный район (переименованный указом Президиума Верховного Совета РСФСР № 621/6 от 14 декабря 1944 года в Новосёловский) (по другим данным 15 сентября 1931 года) и совет включили в его состав.
Указом Президиума от 21 августа 1945 года Тогайлынский сельсовет был переименован в Кормовской сельский совет. С 25 июня 1946 года сельсовет в составе Крымской области РСФСР. 24 декабря 1952 года Максимовский преобразован в Ручьёвский. 26 апреля 1954 года Крымская область была передана из состава РСФСР в состав УССР. На 15 июня 1960 года в его составе числились населённые пункты:

| - Алексеевка - Железновка | - Зубовка - Кормовое | - Куликово - Привольное | - Танино - Тихоновка | - Чапаево |

Указом Президиума Верховного Совета УССР «Об укрупнении сельских районов Крымской области», от 30 декабря 1962 года был упразднён Первомайский район и село присоединили к Красноперекопскому. 8 декабря 1966 года был восстановлен Первомайский район и сельсовет вернули в его состав. К 1968 году были ликвидированы Железновка, Зубовка и Куликово. В 1976 году был образован Алексеевский сельсовет, в который входили ещё сёла Привольное и Танино.
С 12 февраля 1991 года сельсовет в восстановленной Крымской АССР, 26 февраля 1992 года переименованной в Автономную Республику Крым. По Всеукраинской переписи 2001 года население совета составило 2152 человек. С 21 марта 2014 года в составе Крыма аннексировано Россией. Законом «Об установлении границ муниципальных образований и статусе муниципальных образований в Республике Крым» от 4 июня 2014 года территория административной единицы была объявлена муниципальным образованием со статусом сельского поселения.